# Шамах, Маруан
Маруа́н Шама́х (араб. مروان الشماخ‎, фр. Marouane Chamakh; род. 10 января 1984, Тоннен, Франция) — марокканский футболист, нападающий.

## Биография
Шамах родился 10 января 1984 года в городке Тоннейн, недалеко от реки Гаронны, в семье выходцев из Марокко. Его отец, аль-Мустафа Шамах, переехал во Францию из Касабланки в 1979 году в поисках работы. Шамах начал свою футбольную карьеру в возрасте четырёх лет играл за местный клуб FC NERAC в близлежащей коммуне Nérac. После 6 лет проведенных в FC Nerac, Маруан переходит в FC Marmandais. В Marmandais Шамах улучшил свои физические навыки и впервые участвовал в Кубке USFSA в регионе Аквитания.

## Клубная карьера

### «Бордо»
В 2000 году услугами марокканца заинтересовались сразу несколько клубов Французской Лиги, среди которых были «Ланс», «Тулуза», «Лорьян» и «Бордо». Вскоре Маруан подписал контракт с «Бордо». Причиной тому была возможность находиться ближе к семье, а также инфраструктура и тренерский коллектив жирондинцев. По прибытии в «Бордо» Шамах начал выступать в молодёжном составе одновременно посещая университет, где он вскоре получил диплом экономиста.
Летом 2002 года Маруан Шамах подписал свой первый профессиональный контракт с клубом сроком на 3 года. Первую половину сезона 2002/03 Маруан провёл играя в резерве в 4 дивизионе, однако уже в зимнюю паузу главный тренер Элье Боп решил вызвать его в основную команду. 19 января Шамах дебютировал в основном составе «Бордо» в Кубке Лиги в матче против «Меца» выйдя на замену на 85 минуте, тот матч жирондинцы проиграли.
Свой первый гол Маруан забил в ворота «Ниццы» 20 мая 2003 года, сравняв счет за минуту до окончания основного времени, встреча так и закончилась со счетом 1:1.
Сезон 2002/03 Шамах закончил с 14 выступлениями и с одним забитым голом. В следующем сезоне он окончательно перешёл в основной состав «Бордо», а тренер Мишель Павон дал возможность марокканцу выступать в первом составе.
В сезоне 2003/04 Маруан забил в общей сложности 10 мячей в 33 матчах, 6 в лиге и 4 в Кубке УЕФА.

### Английский интерес
6 мая 2009 года английская Daily Mail сообщила об интересе к Шамаху со стороны «Тоттенхэма», «Арсенала» и «Ливерпуля». В газете говорилось о том, что тренер «шпор» Харри Реднапп хотел пригласить игрока к себе ещё в бытность свою тренером «Портсмута». Сам игрок в интервью французской «L’Equipe» это подтвердил, сказав, что считает именно «Тоттенхэм» клубом, в котором он смог бы заиграть, потому что, по мнению Шамаха, он недостаточно хорош, чтобы выступать за клубы уровня «Арсенала» и «Ливерпуля». В начале января 2010 года снова появились сообщения о том, что Шамах, контракт которого с «Бордо» истекает летом 2010, может перебраться в Англию — в «Ливерпуль» или «Арсенал». 9 февраля Рафаэль Бенитес признал своё поражение в попытках подписать Шамаха в «Ливерпуль». В начале мая 2010 года Шамах заявил, что у него были предложения от «Ливерпуля», «Тоттенхэма» и нескольких клубов из России, однако он выбрал «Арсенал». 21 мая Маруан подписал долгосрочный контракт с «канонирами».

### «Арсенал»
21 мая Маруан перешёл в Арсенал как свободный агент. Официально Маруан надел майку «канониров» только 1 июля. Дебют в новом клубе состоялся в матче против «Ливерпуля». Большую часть матча ему не удавалось избавиться от плотной опеки со стороны соперника, однако в концовке матча именно его действия заставили ошибиться Рейну, что привело к автоголу.
В следующих девяти матчах Шамах забил пять голов, причем чаще всего его голы становились решающими, а также заработал пять пенальти, четыре из которых были реализованы.
Далее Маруан стал показывать довольно-таки неплохую игру, и к концу осени на его счету уже было 10 голов, благодаря которым он стал лучшим бомбардиром клуба(к концу осени), а также несколько голевых передач. Но всё же, после возвращения в строй восстановившегося после травмы Ван Перси Шамах прочно осел на скамье запасных «Арсенала».

### «Вест Хэм Юнайтед»
4 января 2013 года Шамах перешёл в «Вест Хэм» на правах аренды до конца сезона 2012/13.

### «Кристал Пэлас»
В августе 2013 года Шамах подписал однолетний контракт с «Кристал Пэлас».
3 декабря 2013 года Шамах забил свой первый мяч в домашнем матче в ворота «Вест Хэма» (1:0), от рикошета Барри Бэннана, это был его первый гол в 11 матчах. Несмотря на это [что?], Шамах продолжил свою хорошую форму[что?] и снова забил в домашнем матче против «Кардифф Сити» (2:0). 14 декабря 2013 Шамах забивает свой 3-й гол в гостевом матче против «Челси» (1:2).
В июле 2014 года продлил контракт с «Кристал Пэлас» до лета 2016 года.

## Карьера в сборной
Маруан Шамах провёл один матч за юношескую сборную Франции. В 2003 году дебютировал в национальной сборной Марокко.

## Достижения
Бордо
- Чемпион Франции: 2008/09
- Обладатель Кубка французской лиги: 2007, 2009
- Обладатель Суперкубка Франции: 2008, 2009

## Статистика

### Клубная статистика
| Клуб                        | Сезон                       | Национальный чемпионат      | Национальный чемпионат | Национальный чемпионат | Национальные кубки | Национальные кубки | Еврокубки | Еврокубки | Всего | Всего |
| Клуб                        | Сезон                       | Лига                        | Игры                   | Голы                   | Игры               | Голы               | Игры      | Голы      | Игры  | Голы  |
| --------------------------- | --------------------------- | --------------------------- | ---------------------- | ---------------------- | ------------------ | ------------------ | --------- | --------- | ----- | ----- |
| Бордо                       | 2002/03                     | Лига 1                      | 10                     | 1                      | 1                  | 0                  | 0         | 0         | 11    | 1     |
| Бордо                       | 2003/04                     | Лига 1                      | 25                     | 6                      | 1                  | 0                  | 8         | 4         | 34    | 10    |
| Бордо                       | 2004/05                     | Лига 1                      | 33                     | 10                     | 1                  | 0                  | 0         | 0         | 34    | 10    |
| Бордо                       | 2005/06                     | Лига 1                      | 29                     | 7                      | 1                  | 0                  | 0         | 0         | 30    | 7     |
| Бордо                       | 2006/07                     | Лига 1                      | 29                     | 5                      | 4                  | 0                  | 6         | 0         | 39    | 5     |
| Бордо                       | 2007/08                     | Лига 1                      | 32                     | 4                      | 5                  | 0                  | 7         | 4         | 44    | 8     |
| Бордо                       | 2008/09                     | Лига 1                      | 34                     | 13                     | 5                  | 0                  | 8         | 1         | 47    | 14    |
| Бордо                       | 2009/10                     | Лига 1                      | 38                     | 10                     | 5                  | 1                  | 9         | 5         | 52    | 16    |
| Всего за «Бордо»            | Всего за «Бордо»            | Всего за «Бордо»            | 230                    | 56                     | 23                 | 1                  | 38        | 14        | 291   | 71    |
| Арсенал                     | 2010/11                     | Премьер-лига                | 29                     | 7                      | 9                  | 1                  | 6         | 3         | 44    | 11    |
| Арсенал                     | 2011/12                     | Премьер-лига                | 11                     | 1                      | 3                  | 0                  | 5         | 0         | 19    | 1     |
| Арсенал                     | 2012/13                     | Премьер-лига                | 0                      | 0                      | 3                  | 2                  | 1         | 0         | 4     | 2     |
| Всего за «Арсенал»          | Всего за «Арсенал»          | Всего за «Арсенал»          | 40                     | 8                      | 15                 | 3                  | 12        | 3         | 67    | 14    |
| Вест Хэм Юнайтед            | 2012/13                     | Премьер-лига                | 3                      | 0                      | 0                  | 0                  | 0         | 0         | 3     | 0     |
| Всего за «Вест Хэм Юнайтед» | Всего за «Вест Хэм Юнайтед» | Всего за «Вест Хэм Юнайтед» | 3                      | 0                      | 0                  | 0                  | 0         | 0         | 3     | 0     |
| Кристал Пэлас               | 2013/14                     | Премьер-лига                | 32                     | 5                      | 2                  | 1                  | 0         | 0         | 34    | 6     |
| Кристал Пэлас               | 2014/15                     | Премьер-лига                | 18                     | 2                      | 2                  | 2                  | 0         | 0         | 20    | 4     |
| Кристал Пэлас               | 2015/16                     | Премьер-лига                | 10                     | 0                      | 2                  | 0                  | 0         | 0         | 12    | 0     |
| Всего за «Кристал Пэлас»    | Всего за «Кристал Пэлас»    | Всего за «Кристал Пэлас»    | 60                     | 7                      | 6                  | 3                  | 0         | 0         | 66    | 10    |
| Всего за карьеру            | Всего за карьеру            | Всего за карьеру            | 333                    | 71                     | 44                 | 7                  | 50        | 17        | 427   | 95    |

### Матчи за сборную
| №  | Дата             | Оппонент              | Счёт        | Голы | Соревнование              |
| -- | ---------------- | --------------------- | ----------- | ---- | ------------------------- |
| 1  | 8 июня 2003      | Сьерра-Леоне          | 1:0         | —    | Отборочные матчи КАН-2004 |
| 2  | 20 июня 2003     | Габон                 | 2:0         | —    | Отборочные матчи КАН-2004 |
| 3  | 10 сентября 2003 | Тринидад и Тобаго     | 2:0         | 2    | Товарищеский матч         |
| 4  | 11 октября 2003  | Тунис                 | 0:0         | —    | Товарищеский матч         |
| 5  | 15 ноября 2003   | Буркина-Фасо          | 1:0         | —    | Товарищеский матч         |
| 6  | 19 ноября 2003   | Мали                  | 0:1         | —    | Товарищеский матч         |
| 7  | 27 января 2004   | Нигерия               | 1:0         | —    | Финальные матчи КАН-2004  |
| 8  | 31 января 2004   | Бенин                 | 4:0         | 1    | Финальные матчи КАН-2004  |
| 9  | 4 февраля 2004   | ЮАР                   | 1:1         | —    | Финальные матчи КАН-2004  |
| 10 | 8 февраля 2004   | Алжир                 | 3:1 (д. в.) | 1    | Финальные матчи КАН-2004  |
| 11 | 11 февраля 2004  | Мали                  | 4:0         | —    | Финальные матчи КАН-2004  |
| 12 | 14 февраля 2004  | Тунис                 | 1:2         | —    | Финальные матчи КАН-2004  |
| 13 | 28 апреля 2004   | Аргентина             | 0:1         | —    | Товарищеский матч         |
| 14 | 28 мая 2004      | Мали                  | 0:0         | —    | Товарищеский матч         |
| 15 | 5 июня 2004      | Малави                | 1:1         | —    | Отборочные матчи ЧМ-2006  |
| 16 | 3 июля 2004      | Ботсвана              | 1:0         | —    | Отборочные матчи ЧМ-2006  |
| 17 | 4 сентября 2004  | Тунис                 | 1:1         | —    | Отборочные матчи ЧМ-2006  |
| 18 | 10 октября 2004  | Гвинея                | 1:1         | 1    | Отборочные матчи ЧМ-2006  |
| 19 | 17 ноября 2004   | Буркина-Фасо          | 4:0         | —    | Товарищеский матч         |
| 20 | 9 февраля 2005   | Кения                 | 5:1         | —    | Отборочные матчи ЧМ-2006  |
| 21 | 25 марта 2005    | Гвинея                | 1:0         | —    | Отборочные матчи ЧМ-2006  |
| 22 | 4 июня 2005      | Малави                | 4:1         | 1    | Отборочные матчи ЧМ-2006  |
| 23 | 17 августа 2005  | Того                  | 0:1         | —    | Товарищеский матч         |
| 24 | 8 октября 2005   | Тунис                 | 2:2         | 1    | Отборочные матчи ЧМ-2006  |
| 25 | 15 ноября 2005   | Камерун               | 0:0         | —    | Товарищеский матч         |
| 26 | 9 января 2006    | ДР Конго              | 3:0         | 1    | Товарищеский матч         |
| 27 | 14 января 2006   | Зимбабве              | 1:0         | —    | Товарищеский матч         |
| 28 | 17 января 2006   | Ангола                | 2:2         | 1    | Товарищеский матч         |
| 29 | 21 января 2006   | Кот-д’Ивуар           | 0:1         | —    | Финальные матчи КАН-2006  |
| 30 | 24 января 2006   | Египет                | 0:0         | —    | Финальные матчи КАН-2006  |
| 31 | 28 января 2006   | Ливия                 | 0:0         | —    | Финальные матчи КАН-2006  |
| 32 | 16 августа 2006  | Буркина-Фасо          | 1:0         | —    | Товарищеский матч         |
| 33 | 2 сентября 2006  | Малави                | 2:0         | 1    | Отборочные матчи КАН-2008 |
| 34 | 7 февраля 2007   | Тунис                 | 1:1         | 1    | Товарищеский матч         |
| 35 | 2 июня 2007      | Зимбабве              | 2:0         | 1    | Отборочные матчи КАН-2008 |
| 36 | 16 июня 2007     | Малави                | 1:0         | —    | Отборочные матчи КАН-2008 |
| 37 | 8 сентября 2007  | Гана                  | 0:2         | —    | Товарищеский матч         |
| 38 | 17 октября 2007  | Намибия               | 2:0         | —    | Товарищеский матч         |
| 39 | 16 ноября 2007   | Франция               | 2:2         | —    | Товарищеский матч         |
| 40 | 16 января 2008   | Ангола                | 2:1         | 1    | Товарищеский матч         |
| 41 | 21 января 2008   | Намибия               | 5:1         | —    | Финальные матчи КАН-2008  |
| 42 | 24 января 2008   | Гвинея                | 2:3         | —    | Финальные матчи КАН-2008  |
| 43 | 28 января 2008   | Гана                  | 0:2         | —    | Финальные матчи КАН-2008  |
| 44 | 26 марта 2008    | Бельгия               | 4:1         | —    | Товарищеский матч         |
| 45 | 6 сентября 2008  | Оман                  | 0:0         | —    | Товарищеский матч         |
| 46 | 11 октября 2008  | Мавритания            | 4:1         | —    | Отборочные матчи ЧМ-2010  |
| 47 | 19 ноября 2008   | Замбия                | 3:0         | —    | Товарищеский матч         |
| 48 | 28 марта 2009    | Габон                 | 1:2         | —    | Отборочные матчи ЧМ-2010  |
| 49 | 31 марта 2009    | Ангола                | 2:0         | 1    | Товарищеский матч         |
| 50 | 12 августа 2009  | Республика Конго      | 1:1         | —    | Товарищеский матч         |
| 51 | 6 сентября 2009  | Того                  | 1:1         | —    | Отборочные матчи ЧМ-2010  |
| 52 | 10 октября 2009  | Габон                 | 1:3         | —    | Отборочные матчи ЧМ-2010  |
| 53 | 11 августа 2010  | Экваториальная Гвинея | 2:1         | —    | Товарищеский матч         |
| 54 | 4 сентября 2010  | ЦАР                   | 0:0         | —    | Отборочные матчи КАН-2012 |
| 55 | 9 октября 2010   | Танзания              | 1:0         | —    | Отборочные матчи КАН-2012 |
| 56 | 17 ноября 2010   | Северная Ирландия     | 1:1         | 1    | Товарищеский матч         |
| 57 | 9 февраля 2011   | Нигер                 | 3:0         | —    | Товарищеский матч         |
| 58 | 27 марта 2011    | Алжир                 | 0:1         | —    | Отборочные матчи КАН-2012 |
| 59 | 4 июня 2011      | Алжир                 | 4:0         | 1    | Отборочные матчи КАН-2012 |
| 60 | 9 октября 2011   | Танзания              | 3:1         | 1    | Отборочные матчи КАН-2012 |
| 61 | 23 января 2012   | Тунис                 | 1:2         | —    | Финальные матчи КАН-2012  |
| 62 | 31 января 2012   | Нигер                 | 1:0         | —    | Финальные матчи КАН-2012  |
| 63 | 15 августа 2012  | Гвинея                | 1:2         | —    | Товарищеский матч         |
| 64 | 13 ноября 2014   | Бенин                 | 6:1         | 1    | Товарищеский матч         |
| 65 | 16 ноября 2014   | Зимбабве              | 2:1         | —    | Товарищеский матч         |

Итого: сыграно матчей: 65 / забито голов: 18; победы: 34, ничьи: 18, поражения: 13.